# سیم‌سیتی سوسایتیز: مقصد
سیم‌سیتی سوسایتیز: مقصد (به انگلیسی: SimCity Societies: Destinations) یک بازی ویدئویی منتشر شده توسط شرکت الکترونیک آرتز است. این بازی در تاریخ ۲۳ ژوئن ۲۰۰۸ عرضه شده و سازنده آن تیلتد میل اینترتینمنت است.